# Sur la scène intérieure
 (mars 2025).
 (novembre 2020).
 (novembre 2020).
La mise en forme du texte ne suit pas les recommandations de Wikipédia : il faut le « wikifier ».
Les points d'amélioration suivants sont les cas les plus fréquents :
- Les titres sont pré-formatés par le logiciel. Ils ne sont ni en capitales, ni en gras.
- Le texte ne doit pas être écrit en capitales (les noms de famille non plus), ni en gras, ni en italique, ni en « petit »…
- Le gras n'est utilisé que pour surligner le titre de l'article dans l'introduction, une seule fois.
- L'italique est rarement utilisé : mots en langue étrangère, titres d'œuvres, noms de bateaux, etc.
- Les citations ne sont pas en italique mais en corps de texte normal. Elles sont entourées par des guillemets français : « et ».
- Les listes à puces sont à éviter, des paragraphes rédigés étant largement préférés. Les tableaux sont à réserver à la présentation de données structurées (résultats, etc.).
- Les appels de note de bas de page (petits chiffres en exposant, introduits par l'outil «  Source ») sont à placer entre la fin de phrase et le point final[comme ça].
- Les liens internes (vers d'autres articles de Wikipédia) sont à choisir avec parcimonie. Créez des liens vers des articles approfondissant le sujet. Les termes génériques sans rapport avec le sujet sont à éviter, ainsi que les répétitions de liens vers un même terme.
- Les liens externes sont à placer uniquement dans une section « Liens externes », à la fin de l'article. Ces liens sont à choisir avec parcimonie suivant les règles définies. Si un lien sert de source à l'article, son insertion dans le texte est à faire par les notes de bas de page.
- La présentation des références doit suivre les conventions bibliographiques. Il est recommandé d'utiliser les modèles {{Ouvrage}}, {{Chapitre}}, {{Article}}, {{Lien web}} et/ou {{Bibliographie}}. Le mode d'édition visuel peut mettre en forme automatiquement les références.
- Insérer une infobox (cadre d'informations à droite) n'est pas obligatoire pour parachever la mise en page.

Pour une aide détaillée, merci de consulter Aide:Wikification.
Si vous pensez que ces points ont été résolus, vous pouvez retirer ce bandeau et améliorer la mise en forme d'un autre article.
 (décembre 2020).
- Si vous ne connaissez pas le sujet, laissez ce bandeau (vous pouvez alors contacter les auteurs).
- Si vous supprimez le contenu mis en cause (vous pouvez préalablement contacter les auteurs),

argumentez précisément cette suppression dans la page de discussion
(un manque de référence n'est pas un argument ; une recherche réelle de référence doit avoir été effectuée, être formellement documentée).
Sur la scène intérieure (sous-titré Faits, le titre d’une précédente trilogie) est un récit à caractère autobiographique écrit par l’écrivain français Marcel Cohen, publié le 7 mars 2013 aux éditions Gallimard.
L’écrivain y propose des fragments de la vie des membres de sa famille - sa mère, son père, sa sœur, sa grand-mère et son grand-père paternels, deux oncles et une grand-tante - ayant disparu à Auschwitz en 1943 et 1944, alors qu'il n'avait que cinq ans et demi.

## Présentation de l'œuvre
Résumé
Cet écrit, auquel il est difficile d'attribuer un genre, prend la forme d'une sorte d'enquête de soi par les objets. En effet, dans ce qui pourrait s'apparenter formellement à un recueil, Marcel Cohen fait l'inventaire de tous les objets retrouvés, récupérés, hérités, ayant appartenu aux membres de sa famille déportée. À travers chaque objet, il évoque et raconte la personne disparue et les circonstances de son arrestation.
Structure et personnages, une galerie de portraits
Le texte est divisé en huit portraits, plus ou moins détaillés, qui sont ceux de membres de sa famille proche. Chacun se présente comme une petite stèle, une pierre tombale où la date de déportation remplace la date de mort, inconnue.
- Maria Cohen, née le 9 octobre 1915 à Istanbul. Convoi n° 63 du 17 septembre 1943 : mère de l'écrivain
- Jacques Cohen, né le 20 février 1902 à Istanbul. Convoi n° 59 du 2 septembre 1943 : père de l'écrivain
- Monique Cohen, née le 14 mai 1943 à Asnières (Hauts-de-Seine). Convoi n° 63 du 17 décembre 1943 : sœur de l’écrivain
- Mercado Cohen, né en 1864 à Istanbul. Convoi n° 59 du 2 septembre 1943.
- Joseph Cohen, né le 10 août 1895 à Istanbul. Convoi n° 59 du 2 septembre 1943.
- Rebecca Chaki, née le 13 avril 1875 à Istanbul. Convoi n° 59 du 2 septembre 1943.
- David Salem, né le 29 avril 1908 à Constantinople. Convoi n° 75 du 30 mai 1944[3].

## Analyse

### Sur la scène intérieure, un récit polymorphe et polychrome
La démarche d’écriture, une quête rigoureuse de mots, de corps et d’images
Le travail de Marcel Cohen est un travail documentaire : sa démarche est une quête fouillée, quête de témoignages de proches, quêtes de sources temporelles et surtout quête de preuves, de matériaux tangibles (les objets qu’il récupère). Le matériau de l’œuvre est donc très concret. Si cette démarche est liminaire, il en demeure quelque chose dans le récit final : la précision des descriptions des objets, avec ce qu’ils possèdent de défauts, d’écailles (le coquetier fendillé à la peinture écaillée, ou encore le petit chien cousu grossièrement), mais aussi la présence des photographies. En effet, cela dépasse la simple fonction d’annexe en tant que cela atteste de la véracité et de la spécificité des objets en question ; les photographies d’objets sont comme des certificats, et elles inscrivent les objets dans une atemporalité iconique qui excède leur matérialité. Quant aux photographies des membres de la famille, elles viennent confirmer un souvenir vague, une impression évanescente. Par exemple, la rareté des photographies de Rebecca Chaki et des informations qu’elles contiennent mettent en péril la constitution de son portrait ; seule demeure une impression sensitive : « hors ce froufroutement d’un autre âge, il ne reste rien de Rebecca ».
Ainsi, ce n’est pas une galerie de portraits mais une quête, ou plutôt une enquête qu’a menée Marcel Cohen : multiplier les sources, fouiller des archives, épingler tout ce qu’il a pu trouver comme preuves à conviction de l’existence de ses proches, comme traces de leur présence (qu’elles soient concrètes ou bien que ce soient des témoignages). Dès lors, son livre forme un tableau de détective de sa vie, tirant des fils entre les lieux, les dates, les figures et bien sûr les objets de son histoire.
Une narration hybride, bigarrée
La narration de Sur la Scène Intérieure se compose d’une alternance de diégèse et d’exégèse. En effet, ce sont deux voix qui résonnent et se répondent : il y a celle de l’écrivain enfant, reproduite dans la plus fidèle spontanéité et naïveté souvent au présent, formant de petites anamnèses volontairement fragmentaires, à laquelle celle de l’écrivain adulte vient s’ajouter, celle qui commente et explique, contextualise et justifie. Ainsi, ce sont deux démarches d’écriture qui se juxtaposent et qui rendent compte de deux temporalités et deux prismes différents dans le récit : le temps de l’enfance réanimé, raconté frontalement et au premier degré, et l’a posteriori, le temps de l’analyse et du bilan. La narration joue ainsi sur deux registres : le premier est plus proche des sentiments, des sensations, il est affecté, c’est une narration à fleur de peau ; le deuxième est plus théorique, factuel, analytique, il a à voir avec le savoir et rend compte de choix d’écriture (approche réflexive). Marcel Cohen adopte le double visage du romancier et de l’historien.
Cette polyphonie s’analyse aussi formellement : les souvenirs de l’enfant sont inscrits en italiques, comme pour représenter une parole vacillante, incertaine et fragile ou pour suggérer que ces mots auraient pu être relevés dans un journal intime (l’italique suggère une écriture à la main, une police d’écriture moins conventionnelle et codifiée) ; et l’analyse distanciée de l’écrivain adulte est retranscrite en romain. De plus, entre deux paragraphes, le blanc typographique voit défiler le temps de l’absence et du silence.
Par ailleurs, si ces deux voix alternent et se juxtaposent, elles fonctionnent aussi ensemble et la narration est riche de cet entrelacs : l’on peut parler de récit diphonique (un chant où une seule personne chante à deux voix). Cela va aussi dans le sens d’une vérité, celle d’une histoire personnelle, qui cherche à se recomposer en se nourrissant d’une pluralité de sources, de points de vue.
Ainsi, l’histoire composée par Marcel Cohen prend la forme d’un collage : un collage polymorphe où le texte s’ajoute à l’image pour multiplier la force de suggestion, de figuration (l’image parle pour elle-même, elle appelle des descriptions, des analyses, des commentaires ; et le texte, de la même façon, génère de l’image, de la couleur, des sensations, notamment par le processus de description et par l’hypotypose), et polychrome (deux voix aux tonalités différentes).

### L’écrivain dans son œuvre
Une syntaxe sobre et prudentedes réserves vis-à-vis de la fiction
« La littérature, c'est aussi, c'est peut-être même d'abord, une très grande méfiance à l'égard de la littérature », affirme l’auteur dans la revue Europe.
Ainsi, le style de Marcel Cohen se veut net, efficace, le moins ornementé possible : il s’agit de rendre compte, factuellement, plutôt que de réécrire ou de romancer. Il y a un véritable effort de contextualisation et de précision (multiples dates, noms de lieux), lequel ne peut procéder que par une grande factualisation stylistique et thématique : c’est bien le récit de « Faits », comme le suggère le sous-titre de l’ouvrage. Par ailleurs, l’écriture a une fonction performative en tant qu’elle ranime, réinvoque ceux dont la présence est évanescente : l’écriture est charnelle, elle a une corporalité et une concrétude qui pallient celles des personnages en question, dont le corps n’a jamais été rendu.
Cela dit quelque chose de l’homme aussi, dans la pudeur avec laquelle il appréhende son histoire, ne manifestant  aucune volonté de se glorifier, de s’ériger en héros ou en victime.
Refus ou impossibilité de l’autobiographie
Dans la mesure où Sur la scène intérieure ne se présente pas comme un récit homogène, suivant une progression linéaire et régulière, le roman n’entreprend pas de construire un Moi complet et cohérent. Si la dimension autobiographique est manifeste, elle ne compose que des fragments de visage : la structure des portraits, et la fragmentation des paragraphes en sont l’illustration formelle.
Ainsi, si la démarche menée par Marcel Cohen, et dont il rend compte dans son ouvrage, est infiniment personnelle, très intimement liée à lui et à sa vie, son roman ne prétend pas être une autobiographie. Au contraire de cela, son roman témoigne d’une volonté de mettre à distance son histoire, de ne pas se raconter frontalement : passer par les objets, voire par des photos de ces objets, parler des Autres pour parler de soi, et adopter le modèle esthétique de la liste, de l’inventaire, c’est refuser une trop grande subjectivation, c’est prendre des détours, des voix obliques. Ainsi, Marcel Cohen refuse le récit de soi à proprement parler, il parle plus volontiers  d’”autographie en creux”.
Par ailleurs, parler d’autobiographie n’aurait pas beaucoup de pertinence en tant que la matière première du roman est le manque, l’absence, l’aspérité : la substance de vie proposée est en fait trouée, lacunaire. Dès lors, le roman rendrait témoignage d’une tentative d’autobiographie ébauchée mais finalement ratée, compromise par le manque de matière, le manque de mots, et le passage du temps qui fait disparaître choses et personnes. Par exemple, le portrait de Monique se dessine en négatif : « Deux témoignages permettent, seuls, d’ébaucher une image de Monique » (p. 88).
Mais ce qui pourrait être interprété comme un échec n’en est rien, et cela devient la singularité de l’ouvrage ; Marcel Cohen l’assume et affirme dans l’Avertissement : « ce livre est donc fait de souvenirs et, beaucoup plus ensemble, de silence, de lacunes, et d’oubli ».

### Un devoir de mémoire, par l’écriture
D’abord, il s’agit de réinvoquer les êtres par les objets récupérés : en effet, les objets ont une valeur de témoignage en tant qu’ils rendent compte de l’existence des êtres qui les ont manipulés, utilisés (de leur vie et de leur caractère). Dès lors, la démarche de Cohen est hypothético-déductive : il tire des informations d’un objet qui a alors fonction de trace. C’est tout un système d’hypothèses et de suppositions qui se met en place, et Cohen retrace l’histoire de ses proches en tâtonnant : en retraçant le parcours des objets, il retrace celui des gens qui les ont tenus entre leurs mains. L’on retrouve ici notre idée que ce livre est une « enquête ». D’ailleurs, si la plupart des objets conservent des inconnues dans leur histoire, le « mystère » de l’eau de Cologne est un de ceux qui trouvent finalement leur résolution : « Je peux donc dire, et sans erreur possible, quelle odeur se dégageait de Joseph, le 14 août 1943, lorsqu’il me prit pour la dernière fois dans ses bras, avant d’être arrêté par la police française ».
En outre, certains objets possèdent déjà eux-mêmes les clefs de leur mystère ; il s’agit d’interroger les objets, de les arracher à leur mutisme et immobilité apparente : c’est le cas des deux photographies de Jacques jouant du violon, lesquelles indiquent des informations sur le violoniste qu’il était et que l’enfant Marcel Cohen ignorait. Ainsi, les objets ont une fonction métonymique.
Ensuite, Marcel Cohen procède aussi à partir de souvenirs qui lui sont propres, et qui se matérialisent sous forme de sensations, d’impressions. Il écrit dans son roman : « Le petit coquetier, aujourd’hui, n’est donc pas seulement la concrétion d’un souvenir. Est-il abusif d’y voir la qualité même de ce souvenir, sa texture [...] ? ». Ainsi, tout se mêle : le souvenir évanescent parvient à se cristalliser dans l'objet, et l'objet est lui-même catalyseur de souvenirs, d'impressions sensitives (comme l'odeur entêtante de l'eau de Cologne, qui fonctionne à chaque fois comme une petite madeleine, une petite réminiscence).
Par ailleurs, le fait de réunir ces faits, et de les inscrire dans l'éternité de la page, c'est, par l'écriture, lutter contre l'oubli, l'abstraction, l'anonymisation. Le livre, lui-même objet, lui même contenant, devient l'écrin de tout ce travail de mémoire : cela relève d'un double mouvement puisqu'il fige les souvenirs, les objets, les évanescences de ses proches par les mots, et par les photographies; mais en même temps il leur promet une renaissance constante car le livre est toujours catalyseur de mémoire, notamment par l'appropriation du lecteur. Enfin, dans le contexte particulier de la Seconde Guerre mondiale, et de la Shoah, donner une place centrale à des objets singuliers, spécifiques, et qui incarnent des individus tout aussi singuliers, c'est aussi mettre en échec le processus de réification, de déshumanisation mis en place par les nazis dans les camps. Le rapport à l'histoire personnelle se conjugue donc à une réflexion plus générale sur l'histoire collective, mais plus ténue ; comme le suggère d'ailleurs le titre paradoxal : si l'histoire se passe sous les feux des projecteurs, sur le devant de la scène du monde (comme le dirait Shakespeare), ce qui est au cœur du propos est quand même ce qui se passe derrière les rideaux, à l'intérieur, dans l'intime. C'est le micro au cœur du macro.

## Héritages et influences littéraires

### Une écriture de l’infime et de l’anecdotique
Comme il l’affirme dans l’« Avertissement », Marcel Cohen préfère les « menus détails » aux grands faits et événements, et valorise davantage « des matériaux qui n’ont rien d’exemplaire et ne nous rappellent rien » plutôt que du clinquant. Dès lors, il ne se targue ni de relater l’Histoire, ni de déployer un fait divers : ce qui l’intéresse réside dans la sphère de l’intime, de l’environnant, du très proche. En effet, le roman porte et incarne une certaine conception de la littérature, déjà introduite au XXe siècle notamment par le Nouveau Roman, et portée des auteurs tels que Georges Perec ou Francis Ponge qui affirme dans Pour un Malherbe : « La poésie est un élément du monde concret, du monde de tous les jours. Ainsi se justifie-t-elle ». Cette dynamique enjoint de redécouvrir le monde du quotidien, ordinaire, de le scruter pour en observer la richesse dissimulée. Dès lors, Marcel Cohen ne fait pas advenir des objets par l’écriture comme un démiurge, mais il adopte l’attitude de celui qui tente de les rendre visibles par les autres : c’est un dévoilement.
« Leur présence, leur évidence concrètes, leur épaisseur, leurs trois dimensions, leur côté palpable, indubitable, leur existence dont je suis beaucoup plus certain que de la mienne propre, leur côté : « cela ne s’invente pas (mais se découvre) » écrit également Francis Ponge, dans Méthodes.
Ainsi, la littérature de Cohen entreprend de célébrer le quotidien et ses objets, dans sa trivialité, dans sa granularité. Et c’est en ce sens aussi que la langue doit être sobre, parce qu’elle est quotidienne. Il ne s’agit pas de transfigurer le banal, ou de « changer la boue en or » comme le préconisait Baudelaire, mais bien davantage d’accueillir ce “peu” comme l’inspiration première de l’écriture.

### Une réflexion sur l’objet et ses fonctions
Par ailleurs, Sur la scène intérieure témoigne aussi d’une autre idéologie philosophique et littéraire dont a hérité le XXIe siècle : une réflexion sur la phénoménologie, laquelle renvoie à une réflexion sur la façon d’appréhender le réel. Conduite par Edmund Husserl notamment, la phénoménologie s’intéresse à la façon dont le sujet est affecté par un monde environnant objectif et premier. Dès lors, cela redonne aux choses, aux objets une matérialité, une épaisseur sensible : ils ne sont pas réduits à ce à quoi ils renvoient, à leur fonction symbolique. Par exemple, la lettre envoyée par Maria à son époux Jacques est à appréhender autant par ce qu’elle représente, ce qu’elle contient de charge émotionnelle qu’en tant qu’objet objectif, abimé par le temps et l’usage : « Cette lettre a été si souvent relue que les pliures ont découpé la page en quatre rectangles égaux. Des lambeaux de phrase ont disparu, ou sont illisibles ». L’ouvrage de Cohen réfléchit ainsi à la distinction ontologique entre objet et chose.
Néanmoins, la perspective de Cohen n’est pas encyclopédique, elle n’est pas à proprement parler savante : les objets dont il parle sont avant tout des objets affectés et affectifs, des écrins de souvenirs, des émanations d’êtres.

## Réception
Le livre a reçu deux prix (le prix Wepler - Fondation La Poste le 11 novembre 2013 et le prix Eve-Delacroix de l'Académie Française, en 2014), et a été traduit en huit langues. L'Œuvre de Marcel Cohen connaît en effet un succès international, et semble même être davantage étudiée aux États-Unis qu’en France.